# Liste der Biografien/Schmir
Liste der Biografien |
Portal Biografien |
Personensuche
# |
A |
B |
C |
D |
E |
F |
G |
H |
I |
J |
K |
L |
M |
N |
O |
P |
Q |
R |
S |
T |
U |
V |
W |
X |
Y |
Z |
?
 
Sa |
Sb |
Sc |
Sd |
Se |
Sf |
Sg |
Sh |
Si |
Sj |
Sk |
Sl |
Sm |
Sn |
So |
Sp |
Sq |
Sr |
Ss |
St |
Su |
Sv |
Sw |
Sy |
Sz
 
Sca–Sce |
Sch |
Sci–Scz
 
Scha |
Schc |
Schd |
Sche |
Schg |
Schi |
Schj |
Schk |
Schl |
Schm |
Schn |
Scho |
Schp |
Schr |
Schs |
Scht |
Schu |
Schv |
Schw |
Schy
 
Schma |
Schme |
Schmi |
Schmo |
Schmu |
Schmy
 
Schmic |
Schmid |
Schmie |
Schmig |
Schmik |
Schmil |
Schmin |
Schmir |
Schmis |
Schmit
Die Liste der Biografien führt alle Personen auf, die in der deutschsprachigen Wikipedia einen Artikel haben. Dieses ist eine Teilliste mit 7 Einträgen von Personen, deren Namen mit den Buchstaben „Schmir“ beginnt.

## Schmir

### Schmirg
- Schmirgal, Otto (1900–1944), deutscher Politiker (KPD) und Widerstandskämpfer gegen das NS-Regime

### Schmirl
- Schmirl, Alexander (* 1989), österreichischer Sportschütze
- Schmirl, Elisabeth (* 1980), österreichische Künstlerin, Kuratorin, Kulturarbeiterin, Lehrende und Vermittlerin
- Schmirl, Johann (1882–1923), österreichischer Politiker (SPÖ), Landtagsabgeordneter
- Schmirl, Josef (1897–1938), österreichischer Polizist und Kriminalbeamter der Polizeidirektion Linz
- Schmirl, Katharina (* 1999), österreichische Schauspielerin und Sprecherin
- Schmirler, Sandra (1963–2000), kanadische Curlerin